# Adam Drzewicki (zm. 1534)

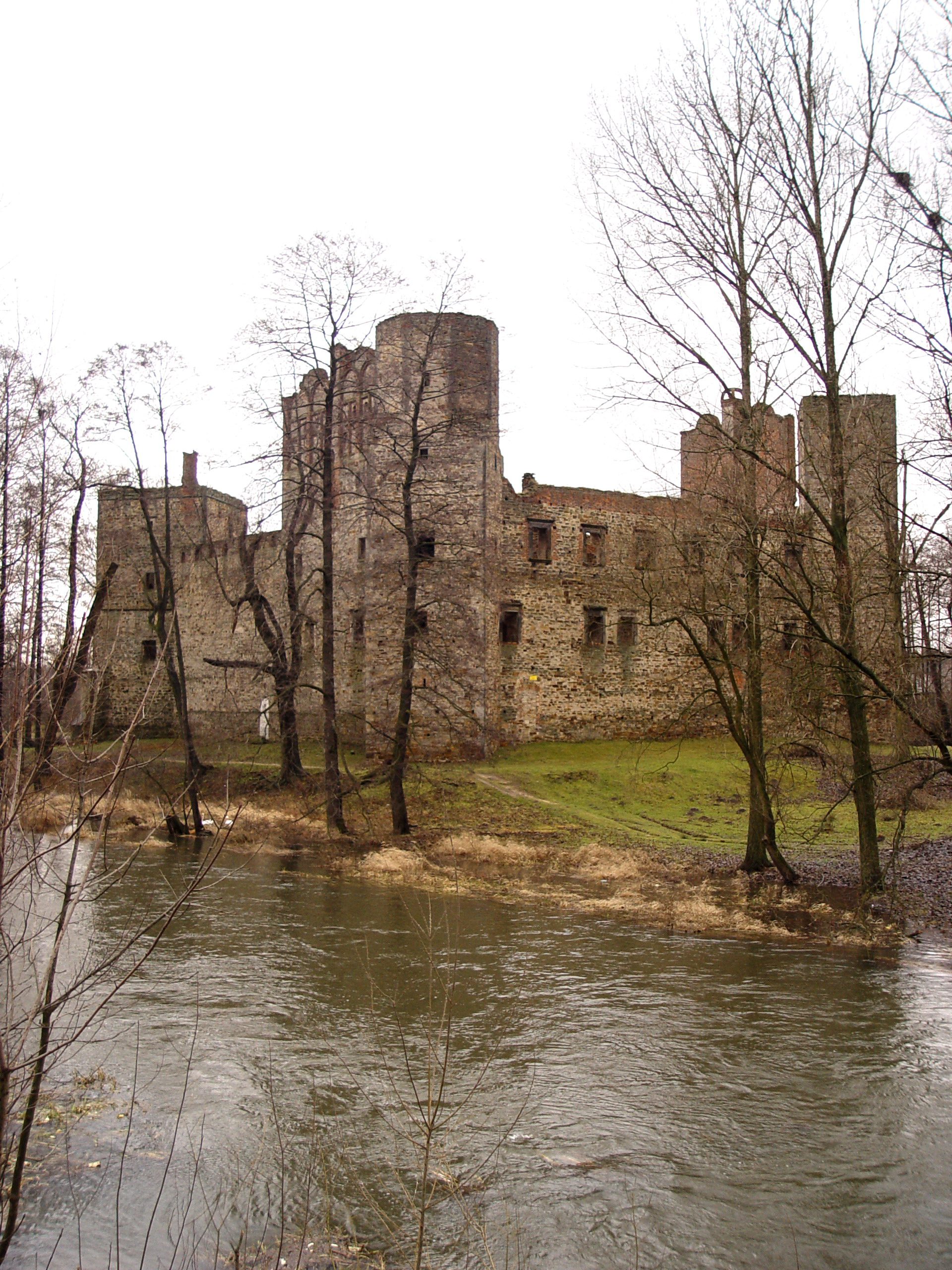
Zamek w Drzewicy

Adam Drzewicki herbu Ciołek (zm. 6 maja 1534) – właściciel dóbr Drzewica; łożniczy królewski; podstoli krakowski; podkomorzy sandomierski; kasztelan małogoski i radomski; starosta: szydłowski, inowłodzki, rzeczycki, lubocheński i ryczywolski.

## Życie prywatne
Pochodził z zasłużonej dla kraju i Kościoła rodziny Drzewickich h. Ciołek z opoczyńskiego. Był w VIII pokoleniu potomkiem komesa Gosława z Drzewicy (Comes de Drzewica), któremu Konrad Mazowiecki za walkę z plemionami pruskimi nadał Drzewicę. Miał liczne rodzeństwo. Bratem jego był Maciej Drzewicki, prymas Polski. W 1518, zanim jeszcze został prymasem, Maciej Drzewicki napisał Spominki o Ciołkach zawierające rodowód Ciołków na Drzewicy. Według Spominków można ustalić przodków Adama Drzewickiego. Obrazuje to poniższy schemat:
- Gosław z Drzewicy (zm. 1251) – komes
  - Wojciech z Drzewicy (zm. 1321) – komes
    - Mikołaj z Drzewicy (zm. 1339) – komes
      - Andrzej z Drzewicy (zm. 1385) – komes
        - Bogusław Drzewicki (zm. 1414)
          - Jakub Drzewicki (zm. 1460)
            - Jakub Drzewicki (zm. 1495)
              - Adam Drzewicki (zm. 1534)

## Kariera
- podobnie jak bracia otrzymał staranne wychowanie, po które obyczajem wieku zapewne wyjeżdżał za granicę
- został dworzaninem królewskim,
- 1501 – łożniczy królewski,
- 1509–1511 – podstoli krakowski,
- 1511–1515 – podkomorzy sandomierski,
- 1513 – wspólnie z bratem Maciejem otrzymał konsens królewski na wykupienie starostwa szydłowskiego z rąk Kurozwęckich,
- 1515 – otrzymał konsens królewski na wykupienie starostwa inowłodzkiego od Leżeńskiego, kasztelan małogoski
- 1515–1534 kasztelan radomski,
- 1518 – obaj bracia otrzymali nadanie królewskie na starostwo inowłodzkie z Lubochnią i Rzeczycą,
- 1519 – nadanie królewskie na starostwo ryczywolskie.
- umarł 6 maja 1534 roku

Ze związku z Anną z Naramowic h. Łodzia pozostawił siedmiu synów (Julian, Jan, Maciej, Jerzy, Andrzej, Jakub, Adam) i dwie córki (Anna, Barbara).
Córka Barbara poślubiła Stanisława (Stanisława Spytka) Tarnowskiego, podskarbiego wielkiego koronnego.